# Phytomyza hasegawai
Phytomyza hasegawai är en tvåvingeart som beskrevs av Mitsuhiro Sasakawa 1981. Phytomyza hasegawai ingår i släktet Phytomyza och familjen minerarflugor. Inga underarter finns listade i Catalogue of Life.